# Kraljev Vrh (gmina Jakovlje)
Kraljev Vrh – wieś w Chorwacji, w żupanii zagrzebskiej, w gminie Jakovlje. W 2011 roku liczyła 627 mieszkańców.